# Élections sénatoriales de 2011 en Loir-et-Cher
Les élections sénatoriales en Loir-et-Cher ont eu lieu le dimanche 25 septembre 2011. Elles ont eu pour but d'élire les sénateurs représentant le département au Sénat pour un mandat de six années.

## Contexte départemental
Lors des élections sénatoriales du 23 septembre 2001 en Loir-et-Cher, deux sénateurs UDF ont été élus, Pierre Fauchon et Jacqueline Gourault.
Depuis, tous les effectifs du collège électoral des grands électeurs ont été renouvelés, avec les élections législatives françaises de 2007, les élections régionales françaises de 2010, les élections cantonales de 2008 et 2011 et les élections municipales françaises de 2008.

## Sénateurs sortants
Le 23 janvier 2011, Pierre Fauchon (NC) est nommé membre du Conseil supérieur de la magistrature, son siège reste vacant.
| Sénateur | Sénateur            | Parti | Fonctions lors de l'élection en 2001                    |
| -------- | ------------------- | ----- | ------------------------------------------------------- |
|          | vacant              |       |                                                         |
|          | Jacqueline Gourault | MoDem | Conseillère générale, maire de La Chaussée-Saint-Victor |

## Présentation des candidats et des suppléants
Les nouveaux représentants sont élus pour une législature de 6 ans au suffrage universel indirect par les 937 grands électeurs du département. Dans le Loir-et-Cher, les sénateurs sont élus au scrutin majoritaire à deux tours. Leur nombre reste inchangé, 2 sénateurs sont à élire. Ils sont 10 candidats dans le département, chacun avec un suppléant.
| T/S | Candidats | Candidats            | Parti | Principale fonction                                            |
| --- | --------- | -------------------- | ----- | -------------------------------------------------------------- |
| T   |           | Jean-Michel Mijeon   | PCF   | Maire de Chissay-en-Touraine                                   |
| S   |           | Monique Raynaud      | PCF   | Conseillère régionale                                          |
| T   |           | Jeanny Lorgeoux      | PS    | Conseiller général, maire de Romorantin-Lanthenay              |
| S   |           | Catherine Lockhart   | PS    | Conseillère générale, maire de Vendôme                         |
| T   |           | Hervé Mesnager       | PRG   | Conseiller municipal de Blois                                  |
| S   |           | Dominique Fuster     | PRG   | Conseiller municipal de Romorantin-Lanthenay                   |
| T   |           | François Thiollet    | EELV  | Conseiller municipal de Blois                                  |
| S   |           | Anne Martin          | EELV  |                                                                |
| T   |           | Jacqueline Gourault  | MoDem | Sénatrice sortante, maire de La Chaussée-Saint-Victor          |
| S   |           | Alain Persillet      | MoDem | Maire de Meusnes                                               |
| T   |           | Maurice Leroy        | NC    | Ministre, président du conseil général                         |
| S   |           | Philippe Sartori     | NC    | Conseiller général, maire de Noyers-sur-Cher                   |
| T   |           | Guy Vasseur          | UMP   | Président de l'Assemblée permanente des chambres d'agriculture |
| S   |           | Monique Fauchon      | DVD   |                                                                |
| T   |           | Michel Chassier      | FN    | Conseiller régional                                            |
| S   |           | Pierre Chartin       | FN    |                                                                |
| T   |           | Pascal Sacha-Chagnon | DIV   |                                                                |
| S   |           | Colette Roupnel      | DIV   |                                                                |
| T   |           | Julien Dambrine      | DIV   | Conseiller municipal d'Averdon                                 |
| S   |           | Marlène Farnier      | DIV   |                                                                |

## Résultats
| Candidat et parti politique | Candidat et parti politique | Candidat et parti politique | Premier tour | Premier tour | Second tour | Second tour |
| Candidat et parti politique | Candidat et parti politique | Candidat et parti politique | Voix         | %            | Voix        | %           |
| --------------------------- | --------------------------- | --------------------------- | ------------ | ------------ | ----------- | ----------- |
|                             | Jacqueline Gourault         | MoDem                       | 492          | 53,25        |             |             |
|                             | Jeanny Lorgeoux             | PS                          | 400          | 43,29        | 481         | 52,92       |
|                             | Maurice Leroy               | NC                          | 398          | 43,07        | 417         | 45,87       |
|                             | Michel Chassier             | FN                          | 12           | 1,30         | 11          | 1,21        |
|                             | Guy Vasseur                 | UMP                         | 238          | 25,76        |             |             |
|                             | Jean-Michel Mijeon          | PCF                         | 92           | 9,96         |             |             |
|                             | François Thiollet           | EELV                        | 74           | 8,01         |             |             |
|                             | Hervé Mesnager              | PRG                         | 39           | 4,22         |             |             |
|                             | Pascal Sacha-Chagnon        | DIV                         | 7            | 0,76         |             |             |
|                             | Julien Dambrine             | DIV                         | 0            | 0,00         |             |             |
|                             |                             |                             |              |              |             |             |
| Inscrits                    | Inscrits                    | Inscrits                    | 937          | 100,00       | 937         | 100,00      |
| Abstentions                 | Abstentions                 | Abstentions                 | 6            | 0,64         | 4           | 0,43        |
| Votants                     | Votants                     | Votants                     | 931          | 99,36        | 933         | 99,57       |
| Blancs et nuls              | Blancs et nuls              | Blancs et nuls              | 7            | 0,75         | 24          | 2,56        |
| Exprimés                    | Exprimés                    | Exprimés                    | 924          | 98,61        | 909         | 97,01       |